# Quebecair-Flug 255
Der Quebecair-Flug 255 war ein kanadischer Inlandslinienflug der Regionalfluggesellschaft Quebecair, auf dem am 29. März 1979 eine Fairchild F-27 verunglückte. Die Maschine stürzte ab, nachdem beim Start ein Triebwerk explodiert und teilweise abgerissen war. Bei dem Zwischenfall kamen 17 Personen ums Leben, es gab 7 Überlebende.

## Maschine
Das betroffene Flugzeug war eine Fairchild F-27, baugleich mit der Fokker F-27 und vom US-amerikanischen Hersteller Fairchild-Hiller in Lizenz gefertigt.
Die bei dem Unfall zerstörte Maschine wurde im März 1959 gebaut und war mit 36 Sitzplätzen ausgestattet. Es handelte sich um die 47. endmontierte Maschine dieses Typs. Das Flugzeug war bis zum 8. Juni 1959 mit dem Luftfahrzeugkennzeichen N2711R auf den Hersteller zugelassen. Am 27. Juli 1959 wurde die Maschine an die Quebecair ausgeliefert, wo sie seitdem als C-FQBL im Betrieb war. Das zweimotorige Kurzstreckenflugzeug war mit 2 Turboprop-Triebwerken des Typs Rolls-Royce Dart ausgestattet.

## Passagiere und Besatzung
Am Unfalltag sollte mit der Maschine ein Flug vom Québec City Jean Lesage International Airport zum Flughafen Montreal-Dorval durchgeführt werden. Den Flug hatten 21 Passagiere angetreten, es befand sich außerdem eine dreiköpfige Besatzung an Bord. Der Flugkapitän André Bessette war ein ehemaliger Pilot der Kanadischen Luftstreitkräfte.

## Unfallhergang
Kurz nachdem die Maschine um 18:45 Uhr vom Flughafen Québec gestartet war, erklärten die Piloten Luftnotlage und meldeten, dass sie Probleme mit einem Triebwerk haben. Sie erhielten die Freigabe zur Rückkehr und Landung auf dem Flughafen. Die Piloten kehrten um und flogen zwei Platzrunden über dem Flughafen. Als sie dabei ein Restaurant überflogen, konnten Augenzeugen erkennen, dass das rechte Triebwerk der Maschine brannte. Als die Piloten die Fairchild in die letzte Kurve zum Endanflug steuerten, verloren sie die Kontrolle über die Maschine. Das Flugzeug stürzte gegen 18:50 Uhr Ortszeit in 1,3 Kilometern Entfernung vom Flughafen gegen einen schneebedeckten Hügel in der Nähe der Eisenbahnstrecke im Québecer Vorort Sainte-Foy (2002 eingemeindet). Durch den Aufprall zerbrach die Fairchild in drei Teile und geriet in Brand.

## Rettungsaktion
Ein Anwohner berichtete, dass er einen lauten Knall gehört habe, aus dem Haus gerannt sei und die Absturzstelle mit der brennenden Maschine erblickt hätte. Eine weitere Anwohnerin rannte zur Unfallstelle und fand dort die Körper von 13 stark blutenden Personen im Schnee verstreut vor. Sie berichtete, dass die meisten von ihnen zu diesem Zeitpunkt nicht tot gewesen seien, zahlreiche Opfer jedoch innerhalb der ersten halben Stunde nach dem Unfall ihren Verletzungen erlegen wären. An der Absturzstelle hätten sich abgetrennte Gliedmaßen befunden, einer Frau sei etwa ein Bein zu drei Vierteln abgetrennt worden.
Rettungswagen erreichten die Unfallstelle von der anderen Seite der Bahngleise aus. Innerhalb von wenigen Minuten nach dem Absturz waren auch Feuerwehreinheiten an der Unfallstelle eingetroffen, konnten jedoch aufgrund des starken Feuers und der Hitze zunächst nicht bis zu der Maschine vordringen. Die beiden Piloten waren im Cockpit der Maschine eingeschlossen und konnten nicht rechtzeitig aus diesem befreit werden. Ihre Körper konnten erst am Morgen nach dem Absturz geborgen werden. Die Polizei bahnte schließlich mit Kettenfahrzeugen den Weg zur Absturzstelle.

## Opfer
Bei dem Unfall starben die dreiköpfige Besatzung sowie 14 der 21 Passagiere. Unter den Todesopfern befand sich auch der bekannte Montréaler Anwalt Robert Jodom, der ein Gutachten zu dem Busunglück von Eastman vom 4. August 1978 verfasst hatte. Bei dem Unfall war ein Reisebus mit einer Gruppe von Menschen mit Behinderung in den Lac d’Argent gestürzt, wobei 41 Menschen starben. Das Gutachten war nur Stunden vor dem Absturz durch den kanadischen Transportminister Lucien Lessard veröffentlicht worden. Von den sieben Überlebenden des Flugzeugabsturzes erlitten sechs schwere Verletzungen wie Knochenbrüche und Brandwunden. Eine Person blieb unverletzt.

## Ursache
Bei der Untersuchung des Unfalls konnten die Ermittler zunächst nicht erklären, wieso die Maschine nach dem Triebwerksschaden abstürzte, da die Maschine so entworfen war, dass sich ihre Flughöhe auch nach dem Ausfall eines Triebwerks halten lässt.
Es konnte festgestellt werden, dass beim Start das Laufrad des Niederdruckverdichters von Triebwerk Nr. 2 gebrochen war. Nach dem Triebwerksschaden sei der vordere Teil des Triebwerks abgerissen. Ein loses Propellerblatt schlitzte dabei die Außenhaut der Maschine auf und durchtrennte einen Kabelbaum, der auch die Kabel für die Steuerung des Fahrwerks führte. Das Fahrwerk blieb dadurch ausgefahren, wodurch der Luftwiderstand der Maschine erhöht war. Zudem waren Teile der Triebwerksgondel am Fahrwerk hängengeblieben, was den Luftwiderstand weiter erhöhte. In dieser Konfiguration war es den Piloten weder möglich, Hindernissen auszuweichen, noch konnten sie die Flughöhe während des Fliegens der letzten Rechtskurve halten. Durch den Triebwerksabriss und das ausgefahrene Fahrwerk verlagerte sich der Schwerpunkt der Maschine außerdem nach hinten. Die Fluggeschwindigkeit fiel auf einen Wert unterhalb der VMCA, bei der die Steuerbarkeit der Maschine verloren geht und sie stürzte ab.